# غواصة يو-19 (ألمانيا)
غواصة يو-19 كانت واحدة من 329 غواصة تخدم في البحرية الإمبراطورية الألمانية أثناء الحرب العالمية الأولى. شاركت الغواصة في الحرب البحرية في الحرب العالمية الأولى ومعركة الأطلسي الأولى.  تم طلب بناءها في 25 نوفمبر 1910، صنعتها شركة كونيغليش فيرفت دانزيغ. تم إطلاقها في 10 أكتوبر 1912، ودخلت الخدمة في البحرية الإمبراطورية الألمانية في 6 يوليو 1913.